# Métallisme
Le métallisme est le principe économique selon lequel la valeur de la monnaie dérive du pouvoir d'achat du métal sur laquelle elle est basée. La monnaie dans un système monétaire métalliste peut être fabriquée à partir du métal lui-même ou elle peut utiliser des jetons (tels que des billets de banque) remboursables dans cette marchandise.
Georg Friedrich Knapp (1842-1926) a inventé le terme « métallisme » pour décrire les systèmes monétaires utilisant des pièces frappées en argent, en or ou en d'autres métaux. Il a émis l'hypothèse que l'argent est apparu lorsque les acheteurs et les vendeurs sur un marché se sont mis d'accord sur un produit commun comme moyen d'échange afin de réduire les coûts du troc. La valeur intrinsèque de cette marchandise doit être suffisante pour la être « vendable », ou facilement acceptée comme moyen de paiement. Dans ce système, les acheteurs et les vendeurs de biens et de services réels établissent le moyen d'échange, indépendamment de tout État souverain. 

Les métallistes considèrent que le rôle de l'État dans la frappe ou l'estampage officiel des pièces consiste à authentifier la qualité et la quantité de métal utilisé dans la fabrication de la pièce. Knapp a distingué le métallisme du chartalisme (ou antimétallisme), un système monétaire dans lequel l'État a le pouvoir de monopole sur sa propre monnaie et crée un marché et une demande uniques pour cette monnaie en imposant des taxes ou d'autres dettes légalement exécutoires à son peuple qu'ils ne peuvent que payer en utilisant cette devise.
Schumpeter (1883–1950) a fait la distinction entre métallisme «théorique» et «pratique». Schumpeter a classé la position de Menger, selon laquelle un lien marchand est essentiel pour comprendre les origines et la nature de l'argent, comme « métallisme théorique ». Il a défini le « métallisme pratique » comme la théorie selon laquelle, bien qu'un État souverain ait le pouvoir absolu de créer des devises non garanties (de l'argent sans valeur marchande intrinsèque ou remboursable), il recommande d'adopter un système monétaire garanti.

## Sens large du terme
Au sens large du terme, qui tend à n'être utilisé que par les savants, le métallisme considère la monnaie comme une « créature du marché », un moyen de faciliter l'échange de biens et de services. Dans ce sens large, la nature essentielle de la monnaie est le pouvoir d'achat, et elle n'a pas nécessairement besoin d'être adossée à des métaux. Entendu dans ce sens large, le métallisme reflète le point de vue majoritaire parmi les économistes traditionnels, qui a prévalu depuis le début du XIXe siècle.